# Мурло
Му̀рло (на италиански: Murlo) е малко градче и община в централна Италия, провинция Сиена, регион Тоскана. Разположено е на 294 m надморска височина. Населението на общината е 2427 души (към 2010 г.).